# キャラ者
『キャラ者』（キャラもの）は江口寿史によるギャグ漫画。『weekly漫画アクション』・『Weeklyぴあ』において連載された。2011年に実写化されている。

## 概要
1998年より『weekly漫画アクション』（双葉社）巻末の2色ページにおいて連載。しかし、年々売り上げの落ちていた『アクション』が、2000年になって心機一転をはかった"エロ路線"へのリニューアルを打ち出し、方針に合わなかった本作の打ち切りが決定する（同時に1999年より担当していた表紙絵も打ち切りが決定。この表紙絵は後にイラスト集『素顔 -美少女のいる風景-』として発売された。）。この決定後、江口は直ちに移転先を探し始め、『アクション』での連載終了前に継続誌を『Weeklyぴあ・関東版』（ぴあ）に決定する。この為7月までは「アクション」で連載し、8月から『ぴあ』で連載を開始すると言うほぼ中断のない形で連載が継続された。「ぴあ」への移転後はフルカラーでの連載となっている。
世に無数にあるキャラクターやキャラクターグッズをパロディ化したキャラ者を主題としたギャグ漫画で、原則的に1回1ページ1話完結であり、1回毎にオチがつく。しかし連載作品として、以前の話を踏まえていないと理解出来ない話も多く、さらには以前の江口作品を知らなければ理解出来ない話も存在する。登場するキャラ物は特定のキャラクターをパロディ化した物もあるが、キャラクターやキャラクターグッズという概念をパロディ化したオリジナルのキャラクターが中心を占める。
連載の中断後、そのまま「なかったこと」になってしまう江口作品が多い中、毎週1ページと短く（既出原稿の台詞を差し替えただけのような回も多々ある）、休載も多いながらも、途中で投げ出される事なく続いている点は特筆に値し、江口作品の中で最も連載期間が長い作品である。その時々の流行や作者の嗜好を取り入れたポップな作風は健在であり、また過去の作品のキャラクターが時折登場する等、これまでの江口作品を総括するような作品となっている。
連載の経緯から、単行本の第1巻は双葉社から、第2巻はぴあからの発売となっている。『ぴあ』への移行後はフルカラーでの連載となっており、単行本も2巻よりフルカラーとなった。連載時の雰囲気を保つためか、あるいは単に中々原稿が貯まらない事への対応策か、単行本は1・2巻共に見開きの左ページのみに漫画が掲載され、右ページには作品番号とタイトルのみが書かれている。2007年7月19日、双葉社から第3巻が1・2巻の新装版と同時に発売。
ローカル誌での連載である事への配慮か、江口寿史の公式サイトEguchi Hisashi Webにおいてその時々の最新話が公開されている。

## 内容
悪いと思いながらも夜中にゴミを出しているところをプックンに見られたタミは、その罪悪感に付け込まれ説教を受ける事に。気づくと家に上がり込み、なぜかそのまま居着いてしまったプックンとタミとの二人 (?) 暮らしが始まった……。

## 登場人物

### 人間
野崎 多美
今作の主人公。通称タミ。連載開始時はH女子短大英文科1年で、その後卒業し、就職難の波に揉まれて仕方なく地球防衛隊に就職。短大進学を機に（おそらく東京で）一人暮らしを始めていたが、気づいたらプックンに居着かれていた不幸な女の子。
お父さん
タミの田舎に住む父親。名前は不明。タミの様子を見によく上京してくる。
お母さん
タミの田舎に住む母親。名前は不明。米ばかり送ってくる事をタミに文句を言われて以来頑なに米以外の物を送り続ける。
大家さん
タミの住むアパートの大家さん。ズラ。タミの隣に住む麗奈ちゃんのお母さんに好意を抱いている。外人になりたい。
麗奈
タミの隣に住む小さな女の子。家がものすごい貧乏。
N
田舎の時から付き合っているタミの彼氏。タミに会う度に借金を頼む。ビジュアル系バンド「ブラックメシア」のリーダー。江口の以前の作品『BOXERケン』の主人公アニマル・ケンにそっくりなため、一時期はアニマル・ケンとして世界アニマル級チャンピオンになっているが、アニマル・ケン本人ではない。
皮村 隆位置
河村隆一にそっくりなKO大学医学部生。父親は総合病院の院長。常にジュリエッタと言う名の人形を手にはめ、会話している。タミを自分と同類と思い言い寄ってくる。
弓月 ハルカ
いつも女子高生の格好をしている38歳の独身女性。娘は成人式を迎えている。
粳寅 万次 / 犬井 犬太郎 / 九十九里 吾作
『すすめ!!パイレーツ』のキャラクター。三人組で折々に出演。
かのう姉妹
叶姉妹のパロディキャラクター。『なんとかなるでショ!』や『爆笑ディナーショー』に登場したトーマス兄弟が叶姉妹に似た髪型と服装で登場。

### キャラ者
キャラ者の多くは、片手にかぶせて中で顔を操作し、もう片方の手で人形の腕を操作する人形劇の人形である。人形の腕を操作するための黒い棒や人形の下にのびる人間の腕によって操っている人間は示唆されているものの、腕以外が描かれる事はない。この人間は歌舞伎の黒子同様見えない物として扱われ、その「見えない物になっている事」や「見えてしまっている事」自体がギャグとなっている。なおこのギャグは『BOXERケン』の最終期に原型が見られ、プックンも登場している。
プックン
今作のもう一人 (?) の主人公。青い熊のぬいぐるみ。タミの家に無理矢理転がり込む。悪の秘密組織（有）K.S.S.Dを抜け出し、戦っている。
ミミリン
プックンの彼女 (?) のぬいぐるみ。途中から麗奈ちゃんのうちに住むようになる。存在感が徐々に薄まってしまったので、3月3日を「ミミリンの日」と称して毎年雛祭りに便乗して思い出してもらおうとした事も。中の人は宮城県出身。
（有）K.S.S.Dの総統
毎回シルエットのみで登場。キャラ者達の可愛らしさを利用して、世界征服をするのが目的。長く鋭い爪とアメリカ支部のミッキーマウスから受け継いだ（らしい）同じ耳を持っている。日本支部のハローキティや、ドイツ支部のナインチェ・プラウスからダメ出しを喰らっている。
アフロくん
その名の通り髪型がアフロのぬいぐるみ。途中よりピー○くんの口利きにより警察に。
死神博士
K.S.S.Dの幹部で「デ〜ス」が口癖の骸骨。人が操っている事を示す描写が見られないが、時折例の棒が付いている描写が見られる。同じK.S.S.Dに所属する科学者･カルシウム女史が好き。庶民的。
ジゴロー
プックンを狙うK.S.S.Dからの刺客。長い髪にウエスタンハットをかぶっている。彼の中では女性をオカズにすることがその女をモノにすることである。
子分1号・2号・3号
名前のままK.S.S.D.の下っ端。ジゴローとともに行動する事が多い。「ニャー! 」と叫ぶ時がある。

## 元ネタ
作品の性質上、世にある様々なキャラクターが直接的な表現を避けながらも登場している。また作者の時事ネタを得意とする作風から様々な実在の人物がネタとされている。

### キャラクター
- ハローキティ
- ミッフィー
- ミッキーマウス
- 嗚呼!!花の応援団
- クレヨンしんちゃん
- サトちゃん
- ケロちゃん・コロちゃん
- ピョンちゃん
- カーネル・サンダース
- ペコちゃん
- ピーポくん
- かりあげクン
- ど根性ガエル
- 島耕作
- 太陽にほえろ!
- ドラえもん
- 750ライダー
- ピカチュウ
- スパイダーマン

### 人物
- 鈴木その子
- 松田優作
- 河村隆一
- 松崎しげる
- 椎名林檎
- マイク・タイソン
- 326
- モーニング娘。
- パンチョ伊東
- thee michelle gun elephant
- KAN
- LOVE PSYCHEDELICO
- 叶姉妹
- 井川遥
- 矢井田瞳
- 新庄剛志
- 槇原敬之
- 野口健
- 鹿賀丈史
- スガシカオ
- ドン小西
- 小泉純一郎
- 三宅裕司
- 関口宏
- 三瓶
- ブラッド・ピット
- アンジェリーナ・ジョリー
- 長渕剛
- 浜田省吾
- 楳図かずお
- 村主章枝

### テレビ番組
- 朝まで生テレビ!
- プロジェクトX〜挑戦者たち〜
- どっちの料理ショー

## 実写版
2011年5月にNHKワンセグ2オリジナル番組『青山ワンセグ開発』のサードシーズン5月期プログラムとして実写版がNHKエンタープライズの企画・制作で放送された。7日に第一話、14日に第二話、21日に第三話を放送。
作品は一話5分（番組のルールに基づく）で、原作初期のエピソードをそのまま実写化した。実写版だがプックンが本物の人形、背景がイラスト、セリフのふき出しも挿入されており、またカット割りも原作に忠実に再現されたものになっている。
『青山 - 』は他の作品と1対1のトーナメント対決形式で「ワンセグで本当に見たい番組」を選ぶシステムだが、本作は対戦相手の『まけるな!ぱんクン』に1回戦で敗北している。
キャスト
- プックン（声）：置鮎龍太郎
- タミ：山下リオ

スタッフ
- 演出：大地丙太郎
- 制作：NHKエンタープライズ